# Крестовая (Смоленская область)
Крестовая — деревня в Ершичском районе Смоленской области России. Входит в состав Руханского сельского поселения. Население — 26 жителей (2019 год).
Расположена в южной части области в 15 км к юго-востоку от Ершичей, в 31 км юго-западнее автодороги А141 Орёл — Витебск, на берегу реки Ипуть. В 34 км северо-восточнее деревни расположена железнодорожная станция Узкое на линии Рославль — Брянск.

## История
В годы Великой Отечественной войны деревня была оккупирована гитлеровскими войсками в августе 1941 года, освобождена в сентябре 1943 года.